# 松輪 (海防艦)
松輪（まつわ）は、日本海軍の海防艦。
普遍的には択捉型海防艦の2番艦とされているが、海軍省が定めた艦艇類別等級では占守型海防艦の6番艦。艦名は千島列島にある松輪島にちなむ。

## 概要
海防艦（かいぼうかん）松輪（まつわ）は、日本海軍が三井造船株式会社玉造船所で建造し、1943年（昭和18年）3月23日に竣工した海防艦（マル急計画、甲型海防艦）。竣工から間もなく第一海上護衛隊に編入され、東南アジア方面（日本本土～台湾～シンガポール間）の船団護衛任務に従事した。11月15日、海上護衛総司令部の設立に伴い、第一海上護衛隊所属の本艦も同部隊の麾下となった。
1944年（昭和19年）7月28日より、第一海上護衛部隊の掃蕩隊に所属した。
8月17日、松輪および僚艦（択捉、佐渡、日振、朝風）は台湾からヒ71船団に合流、空母大鷹等と共にシンガポールへ向かう。
だがヒ71船団はアメリカ海軍潜水艦複数隻に襲撃され、8月18日夜から大鷹や速吸沈没等の大損害を受ける。
対潜掃蕩に従事した海防艦3隻（松輪、佐渡、日振）も遭難現場からマニラへ移動中、8月22日に米潜水艦の魚雷攻撃を受け、揃って撃沈された。松輪を撃沈したのは、米潜水艦ハーダーだった。

## 艦歴

### 竣工まで
海防艦松輪（まつわ）は、1941年（昭和16年）に決定したマル急計画により、日本海軍が建造した急造海防艦。海防艦甲型、仮称艦名第311号艦として計画。1942年（昭和17年）2月20日、三井造船株式会社玉野造船所で建造番号325番船 として起工。
8月20日、日本海軍は建造中の阿賀野型軽巡洋艦を矢矧、秋月型駆逐艦を若月、海防艦4隻をそれぞれ択捉・松輪・佐渡・隠岐と命名する。
同日附で各艦は艦艇類別等級表に登録。
海防艦4隻（択捉、松輪、佐渡、隠岐）は占守型海防艦に類別。
松輪は、占守型の6番艦となる。
また、5隻（矢矧、択捉、松輪、佐渡、隠岐）の本籍は佐世保鎮守府所属と仮定された。
11月13日、松輪は進水する。
1943年（昭和18年）2月5日、日本海軍は小田原憲一中佐（当時、佐伯防備隊副長）を松輪艤装員長に任命する。玉三井造船所の松輪艤装員事務所は事務を開始する。
3月23日、竣工。本艦は、マル急計画の甲型海防艦（択捉型海防艦）の中で最初に竣工した。
同日附で、松輪艤装員事務所を撤去。小田原中佐（松輪艤装員長）は、松輪海防艦長となる。
本籍を佐世保鎮守府、役務を佐世保鎮守府警備海防艦にそれぞれ定められ、佐世保鎮守府部隊に編入された。

### 昭和18年の行動
同年3月31日、松輪は南西方面艦隊第一海上護衛隊に編入され、同部隊より駆逐艦三日月が削除された（三日月は第三水雷戦隊に編入）。
4月1日、海防艦2隻（松輪、佐渡）は旧式駆逐艦（汐風、帆風、松風、春風、早苗、朝顔、芙蓉、刈萱、長壽山丸、第三十六号哨戒艇）等と共に第一海上護衛隊の軍隊区分「北支隊」に区分された。
4月6日午前8時、松輪は高雄に向け単艦で佐世保発。4月8日夜、高雄着。21日まで高雄-馬公間で行動する。
4月22日、第一海上護衛隊の軍隊区分「東支隊」 に編入される。同日、七四六船団を護衛し、マニラに向け高雄を出発。4月25日、マニラ着。
28日、三一〇四船団を護衛して、マニラを出発。その後、パラオ回航を命じられ、5月6日に同地へ進出。5月9日、三二〇七船団を護衛してパラオを出発。
5月15日、三二〇七船団は米潜水艦ガー (USS Gar, SS-206) に襲撃され、「明海丸」（明治海運、3,197トン） と「いんだす丸」（大阪商船、4,361トン） を撃沈される。松輪は爆雷攻撃を行うが、ガーは離脱していった。
5月16日、三二〇七船団はマニラに到着した。
5月21日から25日にかけて、松輪は九一五船団をマニラからバリクパパン（ボルネオ島）まで護衛した。5月29日、松輪は給油艦旭東丸を護衛してバリクパパンを出発するが、同月31日には雷撃を受けた。6月3日、松輪はマニラに到着。
6月8日、第一海上護衛隊の軍隊区分西支隊に編入される。同日、三五〇一船団を護衛してマニラを出発。6月15日、サンジャック到着。
翌16日、三九八船団護衛のためサンジャックを出発（同日、第二小倉丸が米潜水艦タンバーに雷撃される）。
6月18日、三九八船団を護衛してサンジャックに戻る。
6月21日、四〇四船団を護衛してサンジャックを出発し、27日に高雄港到着。
29日、二七七船団を護衛して高雄港を出発。
7月5日、二七七船団は佐世保に到着。松輪は佐世保海軍工廠で修理に従事した。
7月31日、松輪は一八二船団を護衛して佐世保を出発。8月5日に馬公到着。しばらく馬公と高雄港で待機した。
8月15日、松輪は神風型駆逐艦朝風より「ヒ05船団」の護衛を引き継ぎ、高雄港を出撃する。8月19日、シンガポールに到着。8月24日、折り返しの「ヒ06船団」を護衛し、同地を出撃した。
9月3日、船団は内地に到着し、松輪は佐世保海軍工廠で修理と整備に従事する。出渠後の9月10日、「ヒ09船団」を護衛して内地を出発、同月20日シンガポール着。27日、折り返しの「ヒ10船団」を護衛して出発する。
10月上旬、別船団および海防艦対馬と水雷艇真鶴が合流し、10月9日に六連泊地着。松輪は佐世保海軍工廠で修理と検査を実施した。
10月22日、松輪は一〇八船団を護衛して内地を出発。10月26日、高雄港到着。
11月2日、海防艦2隻（松輪、択捉）は「ヒ17船団」を護衛して高雄港を出発するが、松輪は引返し、択捉のみ船団護衛を続けた。本艦はしばらく高雄港で待機。11月12日附で、松輪海防艦長は小田原憲一大佐から藤本栄左少佐に交代した。
11月15日、日本海軍は海上護衛総司令部（司令長官及川古志郎大将、参謀長島本久五郎少将、首席参謀後藤光太郎大佐、作戦参謀大井篤中佐他）を設置。第一海上護衛隊も海上護衛総司令部の麾下となった。引続き、船団護衛任務に投入される。
11月23日、松輪は三四〇船団を護衛して台湾を出撃、南方へ向かう。インドシナ半島沖合で、三四〇船団は米潜水艦ボーフィン(USS Bowfin, SS/AGSS-287)に襲撃される。11月28日、松輪護衛中の「志どにい丸」（大阪商船、5,428トン）は雷撃により沈没。「図南丸」（日本水産、9,866トン）も沈没した。
カムラン湾着後、三四〇船団は11月30日に出発。12月1日にサンジャックへ到着した。
12月7日、四四七船団を護衛して同地発。12月20日、高雄港に到着。
同地で松輪は「ヒ27船団」の護衛を駆逐艦朝風から引継き、12月26日に船団4隻を護衛して高雄港出発。だがヒ27船団は米潜水艦フライングフィッシュ(USS Flying Fish, SS/AGSS-229) に襲撃された。12月27日、タンカー「久栄丸」（日東汽船、10,172トン）が撃沈される。

### 昭和19年の行動
1944年（昭和19年）1月2日、ヒ27船団はシンガポールに到着。1月8日、「ヒ28船団」を護衛して同地を出発。1月18日、高雄港到着。
1月20日、二三六船団を護衛して出発。
航海中の1月25日附で、松輪海防艦長は藤本少佐から土取英少佐に交代。1月26日、松輪は佐世保に帰着。1月31日まで、佐世保海軍工廠で機関修理と電波探知機設置工事を行った。
2月1日、松輪は「ヒ41船団」を護衛して門司を出撃。
11日、シンガポールに到着。16日、折り返しの「ヒ42船団」を護衛してシンガポールを出発。25日から26日まで基隆に立ち寄る。29日、佐世保に帰着した。しばらく佐世保海軍工廠で修理と整備をおこなう。
3月19日、駆逐艦春風と松輪は、「ヒ55船団」を護衛して門司を出撃。立ち寄った高雄港で、同航護衛艦のうち春風は水雷艇鳩に交代する。4月2日午前4時40分、護衛艦艇3隻（天霧《駆逐艦》、松輪《海防艦》、鳩《水雷艇》）となったヒ55船団を米潜水艦が襲撃。
この米潜水艦はヘイク(USS Hake, SS/AGSS-256) だった。
油槽船「たらかん丸」が被雷して船体前部切断、最大速力4ノットとなる。「たらかん丸」は辛うじて沈没を免れ、ヒ55船団もそれ以上の損害なくシンガポールに到着した。
4月8日、3隻（松輪、鳩、呉竹）は「ヒ56船団」を護衛してシンガポール発、サンジャックに移動する。11日から14日まで同地停泊。サンジャック出発後、4月19日に高雄港寄港。4月24日、松輪は佐世保に帰投した（鳩は呉に帰投）。
4月25日 から5月13日まで、佐世保海軍工廠で整備と電波探知機の基礎工事を行う。同時期には占守型姉妹艦（占守、択捉）等も佐世保海軍工廠で修理を実施している。
5月になると海上護衛総司令部は、日本本土～台湾～シンガポール方面の護衛強化を企図し、その一環として練習巡洋艦香椎と第一護衛船団司令部を第一海上護衛隊に編入する。
5月13日、海防艦4隻（壱岐、松輪、第九号海防艦、第十五号海防艦）はマニラ経由シンガポール行きのヒ63船団を護衛する。
5月18日 から5月20日までマニラ寄港。
シンガポールに向け航行中の5月24日朝、クチン（ボルネオ島）北方を航行中のヒ63船団を、米潜水艦レイトン(USS Raton, SS/SSR/AGSS-270)が襲撃する。
まず船団旗艦の壱岐（択捉型6番艦）が、雷撃により沈没（壱岐座乗中の第1護衛船団司令官の伊集院松治少将戦死）。松輪も雷撃を受けて損傷する。5月25日、松輪はシンガポールに到着し、同地で修理をおこなった。
6月6日、海防艦2隻（松輪、第九号）は「ヒ64船団」を護衛してシンガポールを出発。6月15日、内地に帰投。
松輪は佐世保回航後、翌日より佐世保海軍工廠で修理に取り掛かる。
7月1日、海防艦草垣が第一海上護衛隊に編入される。7月15日、松輪の修理完了。
7月22日、松輪他は「ミ13船団」を護衛して内地を出撃。31日、高雄港に到着する。
本艦航海中の7月28日、第一海上護衛隊の中に、敵潜水艦の掃討と撃滅を任務とする「掃蕩隊」が編成された。
掃蕩隊の軍隊区分は、第一掃蕩小隊（第21掃海隊）、
第二掃蕩小隊（海防艦屋代、神風型駆逐艦朝風）、
第三掃蕩小隊（草垣、松輪）。
第三掃蕩小隊は、草垣海防艦長尾崎隆少佐の指揮下で行動する。
8月4日、掃蕩隊所属の3隻（草垣、松輪、朝風）を含め、護衛艦艇（草垣、屋代、松輪、朝風、哨戒艇38号、海防艦14号、掃海艇18号）はミ13船団を編成して高雄港を出撃する。
だが8月7日夜北緯14度45分 東経120度0分 / 北緯14.750度 東経120.000度地点において、草垣は米潜水艦ギターロの雷撃により撃沈された。
マニラ到着後、2隻（松輪、朝風）は「マタ26船団」の掃蕩隊として8月9日にマニラを出発、馬公市に向かう。
本艦航海中の8月上旬、比島方面兵力緊急輸送のため、日本海軍は聯合艦隊および各鎮守府警備部隊から護衛艦を引き抜き、9月中旬頃まで第一海上護衛隊に編入することになった。兵力が増えたため、掃蕩小隊の編成も変わる。
8月13日、「掃蕩隊・第二掃蕩小隊」は海防艦3隻（屋代、松輪、日振）編成となり、指揮官を屋代海防艦長とした。
8月15日、掃蕩隊2隻（松輪、朝風）は左営市（台湾）に到着。同地には姉妹艦択捉も停泊していた。8月16日附で第一掃蕩小隊は解隊、第二掃蕩小隊は第21掃海隊（掃海艇三八、掃海艇三九）・水雷艇鳩・海防艦屋代、掃蕩隊第三掃蕩小隊は海防艦4隻（佐渡、松輪、日振、択捉）編成となり、第三掃蕩小隊指揮官は佐渡海防艦長（谷口信義中佐）と定められた。

### ヒ71船団
1944年（昭和19年）8月上旬、日本海軍は南方向け重要船団ヒ71船団（指揮官、第六護衛船団司令官梶岡定道少将）を編成する。
空母大鷹（艦長杉野修一大佐）、駆逐艦2隻（夕雲型駆逐艦藤波、神風型駆逐艦夕凪）、海防艦複数隻を護衛に附け、第三掃蕩小隊（佐渡、松輪、日振、択捉）と駆逐艦朝風も台湾からヒ71船団に加わることになった。
8月17日、松輪を含め護衛艦艇（佐渡、松輪、日振、択捉、朝風）は馬公市（台湾）でヒ71船団に合流する。
だが同船団はアメリカ潜水艦複数隻に狙われていた。
マニラに向け航行中の8月18日朝、米潜水艦レッドフィッシュの雷撃で永洋丸が被雷。駆逐艦夕凪護衛下で高雄に引き返した。
同日夜、悪天候でヒ71船団の陣形が乱れる中、空母大鷹が米潜水艦ラッシャーに雷撃されて北緯18度12分 東経120度22分 / 北緯18.200度 東経120.367度地点で沈没。
混乱したヒ71船団を、米潜水艦は次々に襲撃。速吸沈没（潜水艦ブルーフィッシュによる）、帝亜丸沈没（潜水艦ラッシャーによる）、帝洋丸沈没（潜水艦ブルーフィッシュによる）、玉津丸沈没（潜水艦スペードフィッシュによる）、能代丸損傷（ラッシャーによる）と阿波丸損傷（ブルーフィッシュによる）という大被害を出した。
択捉は損傷した「能代丸」の護衛をおこなった（19日に合流）。
第三掃蕩小隊（佐渡、松輪、日振）は遭難現場に留まり、潜水艦の掃討にあたったが成果は無く、21日には現場を引き払いマニラへ向かう。8月22日0400ごろ、小隊の各艦は北緯14度25分 東経120度00分 / 北緯14.417度 東経120.000度のバターン半島マリベレスの西方50キロ地点でアメリカ潜水艦「ハーダー」と「ハッド」に発見された。海防艦はルソン島寄りから松輪、日振が平行し、佐渡はその後ろを航行し、三角形の陣形を成していた。攻撃は、0500時-0830時までの間に行われた。
まず、ハーダーが日振と松輪を目標に、ハッドが佐渡を目標に攻撃し、3隻は損害を受ける。松輪はハーダーからの魚雷1本が命中して艦体を両断され、艦橋より前方を喪失して航行不能となった。その後、ハーダーの二度目の攻撃でさらに被雷し、沈没した。
松輪と同航していた佐渡 および日振 も、ハーダーとハッドにより撃沈された。松輪では、海防艦長の土取英少佐以下乗員134名が戦死、12名が負傷した。
残存艦が擇捉のみとなった第三掃蕩小隊は、24日に編成を解かれた。同日、ハーダーもマニラ湾において、第二十二号海防艦と第102号哨戒艇により撃沈された。
マニラ到着以後のヒ71船団は、加入船舶12隻を護衛艦艇6隻（平戸、倉橋、二号海防艦、御蔵、藤波、28号駆潜艇）で護衛し8月26日同地出発、9月1日シンガポールに入港した。
10月10日、海防艦2隻（松輪、佐渡）は占守型海防艦、
帝国海防艦籍 のそれぞれから除籍された。

## 海防艦長
艤装員長
1. 小田原憲一 中佐：1943年2月5日[27] - 1943年3月23日[31]

海防艦長
1. 小田原憲一 中佐/大佐：1943年3月23日[31] - 1943年11月12日[72]
2. 藤本榮左 少佐：1943年11月12日[72] - 1944年1月25日[87]
3. 土取英 少佐：1944年1月25日[87] - 1944年8月22日 - 戦死。同日付任海軍中佐に特進。